# José Luis Bilbao Ereñozaga
José Luis Bilbao Ereñozaga (Gatika, Biscaia, 27 de març de 1938) va ser un ciclista basc professional entre 1963 i 1968.

## Palmarès
- 1964
  - 3r al Circuit de Getxo
- 1965
  - 3r al Gran Premi de Laudio